# 158
158 рік — невисокосний рік, що почався в неділю за григоріанським календарем.
Римська імперія •  Парфянське царство •  Кушанське царство •  Східна Хань •  Сармати

## Геополітична ситуація
У Римській імперії править імператор Антонін Пій (до 161). Імперія  займає Апеннінський, Піренейський та Балканський півострови, Галлію, частину Британії, Близький Схід, Північну Африку включно з Єгиптом. 
Наймогутніша держава центральної Азії — Парфянське царство. Наймогутніша держава Індостану — Кушанське царство. Династія Хань править у Китаї.  Корейський півострів ділять між собою Три корейські держави. 
Триває докласичний період цивілізації мая.
На території майбутньої України, в степах Причорномор'я, кочують сармати, північніше — племена Черняхівської культури.

## Події
- Консулами у Римі були Секст Сульпіцій Тертулл та Квінт Тіней Сакердон Клемент.
- У Британії закінчилася війна піктів з римлянами. Вал Антоніна відновлено.
- Римляни пацифікували заворушення в Римській Дакії (початок 157)[1]
- Апулей написав і виголосив захисну промову «De magia».
- На цей рік припадає найдавніше свідчення про культ Sol Invictus у Римі[2].
- Почалося правління Вашиштіпутри Сатакарні у Сатавагані в центрі індійського субконтиненту.
- Летючі загони сяньбі заполонили Північний Китай та вчинили «великий грабіж».
- Імператорська влада заарештувала шаньюя, хунну втекли до сяньбі.